# Greybull River
Der Greybull River ist ein linker Nebenfluss des Bighorn Rivers im Norden des US-Bundesstaates Wyoming mit einer Länge von 180 km.

## Verlauf
Der Greybull River entspringt am Mount Crosby in der südlichen Absaroka Range nahe dem höchsten Berg des Gebirges, dem Francs Peak. Er fließt durch die Washakie Wilderness im Shoshone National Forest, fließt mit dem Wood River zusammen und verlässt die Absaroka Mountains vor Meeteetse, Wyoming. Dann fließt er lange durch das Bighorn Basin in den Countys Park und Big Horn, bevor er schließlich nahe Greybull in den Bighorn River mündet. Ein großer Teil des oberen Flusses gilt als guter "Forellenfluss", da er die besten genetisch reinen Populationen der Yellowstone-Cutthroat-Forelle in der Region beherbergt.

## Hydrologie
Der Greybull River ist als Nebenfluss des Bighorn River Teil des Einzugsgebietes des Yellowstone River, der über Missouri und Mississippi in den Golf von Mexiko entwässert. Das Einzugsgebiet des Greybull River umfasst ein Areal von etwa 3000 km² und grenzt an die Einzugsgebiete von Elk Creek und Fifteenmile Creek im Osten, Gooseberry Creek und Owl Creek im Südosten, East Fork Wind River im Süden, South Fork Shoshone River im Westen und Nordwesten sowie Dry Creek im Norden. Der mittlere Abfluss am Pegel in Basin beträgt 5,11 m³/s, die größten Abflüsse finden sich in den Monaten Mai, Juni und Juli.

## Galerie

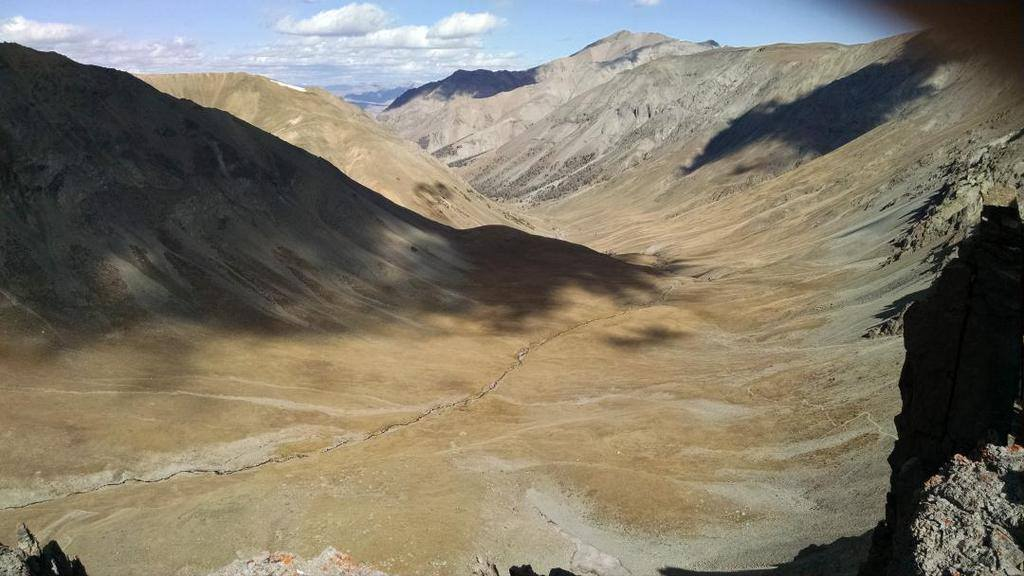
Oberlauf des Greybull River unweit des Greybull Pass in den Absaroka Mountains
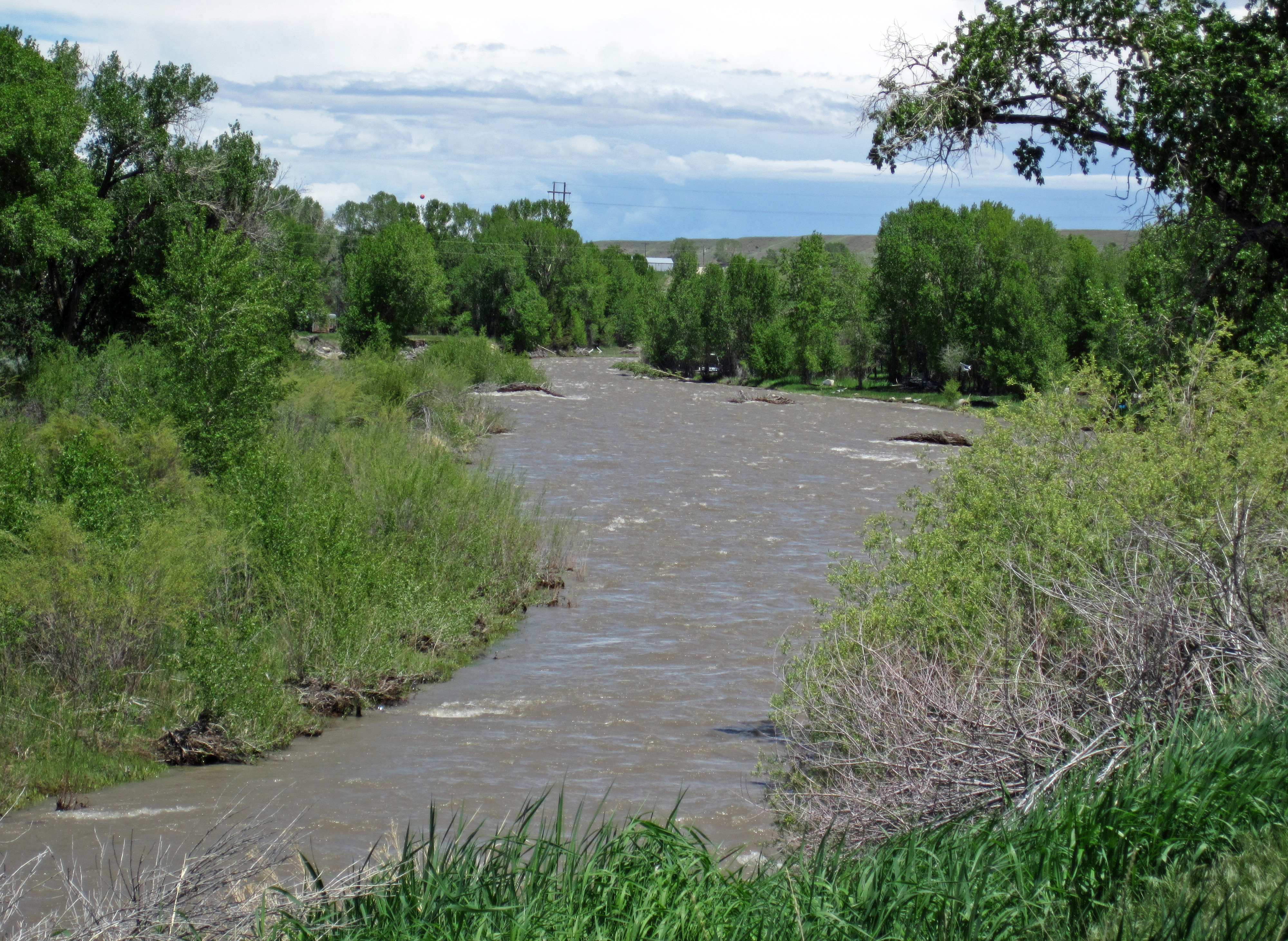
Greybull River bei Meeteetse
Hochwasser des Greybull River bei Basin im Juni 1963
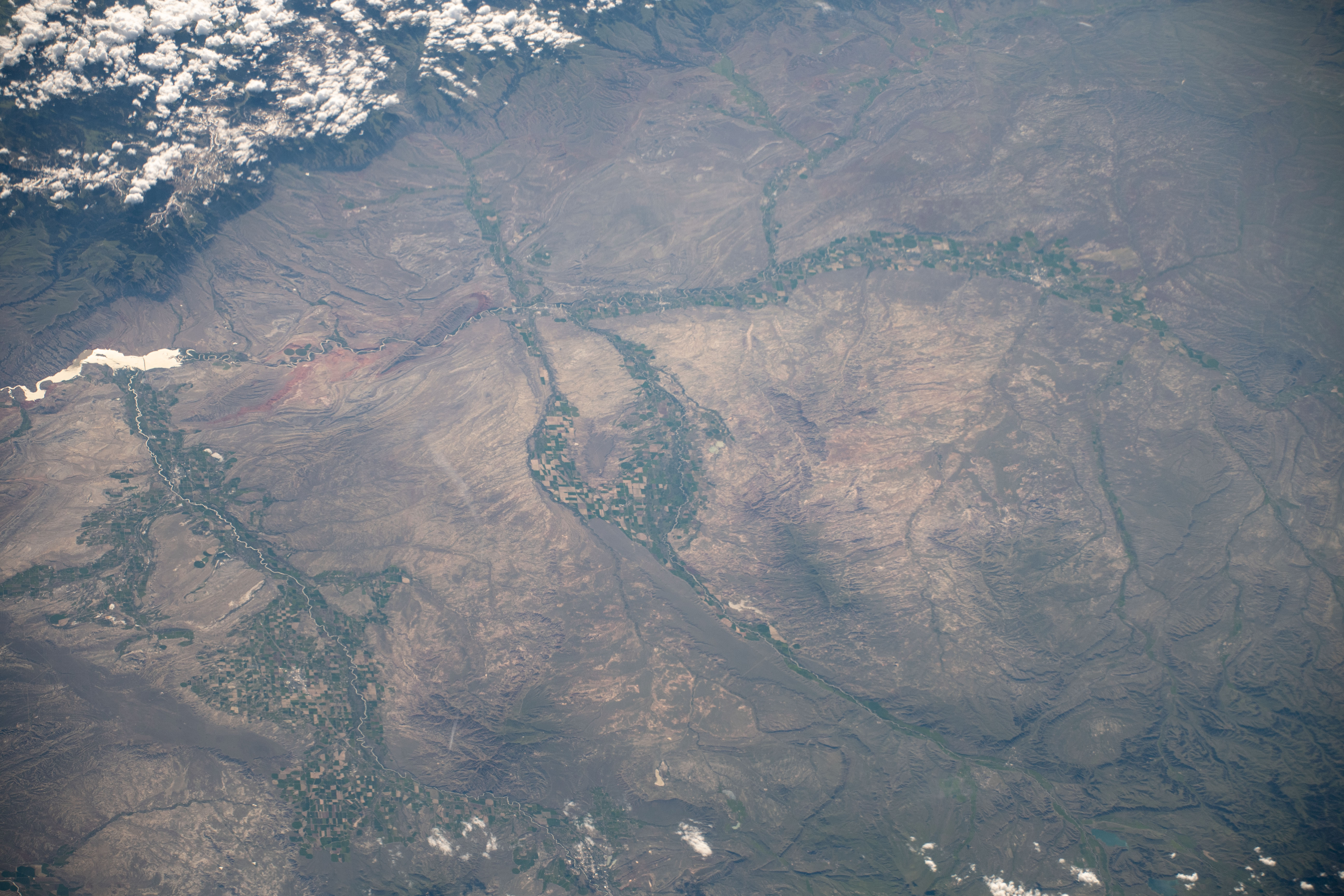
Aufnahme des Bighorn Basin während der ISS-Expedition 59. Der Greybull River ist der rechte der beiden Flüsse, die in der Bildmitte, von Westen (Vordergrund) kommend, in den Bighorn River münden.

## Belege
1. ↑  Geonames: Greybull River. Abgerufen am 15. Januar 2021.
2. ↑  Natural Atlas: Greybull River. Abgerufen am 15. Januar 2021 (englisch).
3. ↑  USGS 06277500 GREYBULL RIVER NEAR BASIN, WY. Abgerufen am 18. Oktober 2024.